# International School Hannover Region

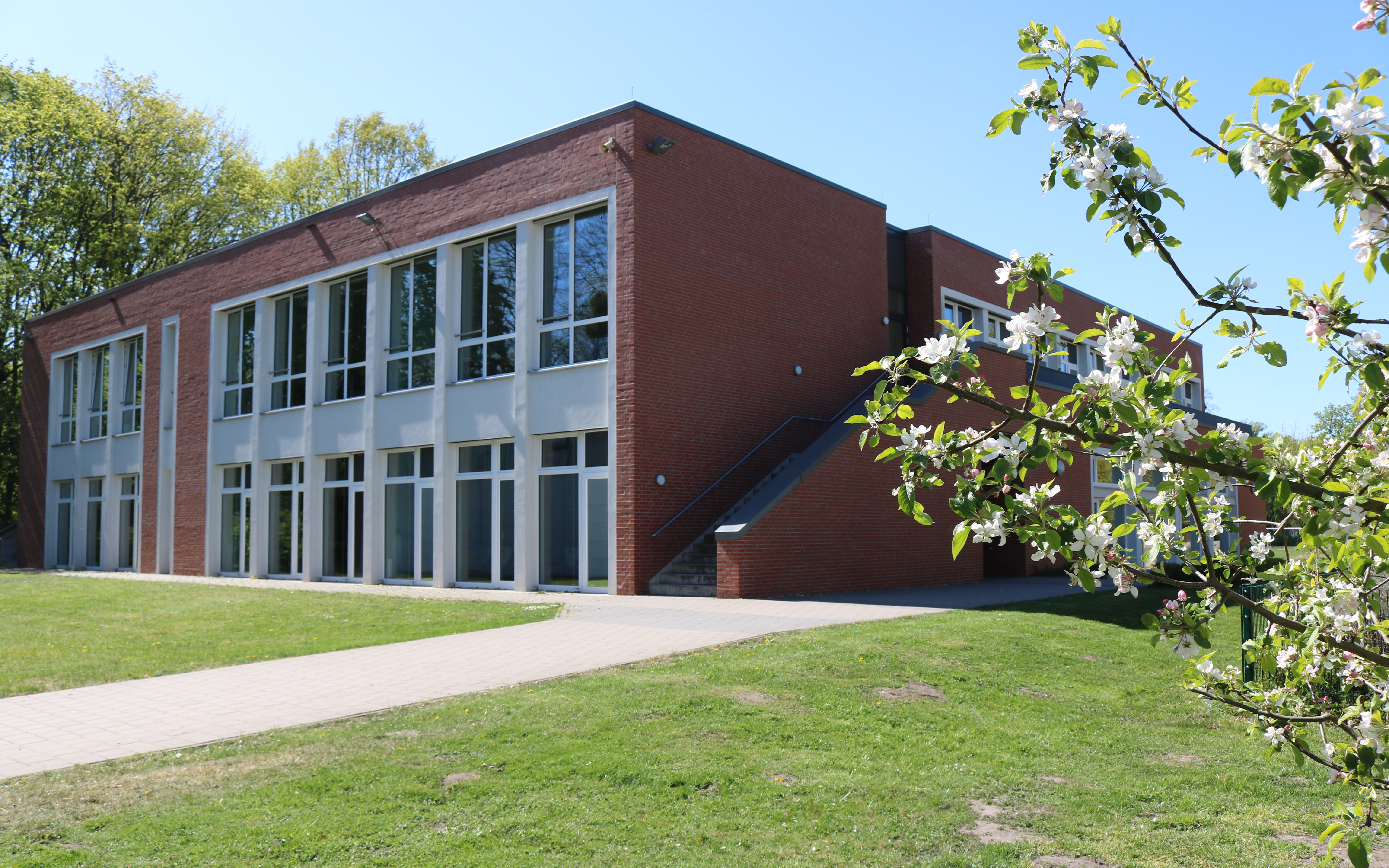
Eines der Schulgebäude der Internationalen Schule Hannover Region

Die International School Hannover Region (ISHR) ist eine internationale Schule in Hannover in freier Trägerschaft.

## Grundlagen
Die ISHR wurde im Jahr 1996 gegründet. Schulträger ist die gemeinnützige Internationale Schule Hannover Region GmbH. Die Kontrolle liegt bei dem Aufsichtsrat. Ein School Board, bestehend aus gewählten Eltern- und Lehrervertretern, bietet Unterstützung und Beratung. Der Lehrplan der Schule reicht vom Kindergartenalter (drei Jahre) bis zur 12. Klasse und ist durch die International Baccalaureate Organisation in Genf autorisiert. Die Schule wird regelmäßig vom Council of International Schools (CIS) und der New England Association of Schools and Colleges akkreditiert. Sie ist außerdem Mitglied in der Arbeitsgemeinschaft Internationaler Schulen in Deutschland (AGIS).

## Lehrbetrieb
Im Schuljahr 2019/20 besuchen mehr als 600 Schüler aus über 60 Nationen die Schule. Sie werden von mehr als 80 Lehrkräften unterrichtet, die zum größten Teil aus den USA, Kanada, Großbritannien, Irland und Australien stammen. Die Unterrichtssprache ist Englisch, Deutsch wird als Muttersprache und als Fremdsprache ab der 1. Jahrgangsstufe gelehrt. Die Schüler können ab der 6. Jahrgangsstufe entweder Französisch oder Spanisch als dritte Sprache wählen. Ein weiterer Schwerpunkt liegt auf den Naturwissenschaften und Robotik. Außerdem runden die Fächer der Geisteswissenschaften, Sport, Kunst, Musik und Informatik sowie Outdoor Learning das Unterrichtsangebot ab. Die Aktivitäten im Bereich „Community and Service“ regt die  Schüler dazu an, sich für ihre Schule, ihre Gemeinde und ihre Stadt einzusetzen. Im Nachmittagsprogramm wird eine Vielfalt von Extracurriculare Aktivitäten (freiwillige Aktivitäten) wie diverse Sportarten, Musik, Technik, Literatur, das Modell United Nations und viele mehr angeboten.

## Ausbildungsziel
Das Rahmenwerk der International Baccalaureate Organisation ermöglicht eine weltweit harmonisierte und anerkannte Bildung und Erziehung der Schüler. Neben der  Vermittlung des Unterrichtsstoffes stehen die Bildung von Sozialkompetenzen stark im Vordergrund. Am Ende der 12. Klasse steht eine Abschlussprüfung, die von der International Baccalaureate Organisation zentral abgenommen und bewertet wird. Dieses Zeugnis berechtigt zum Studium an Universitäten weltweit.

## Räumlichkeiten

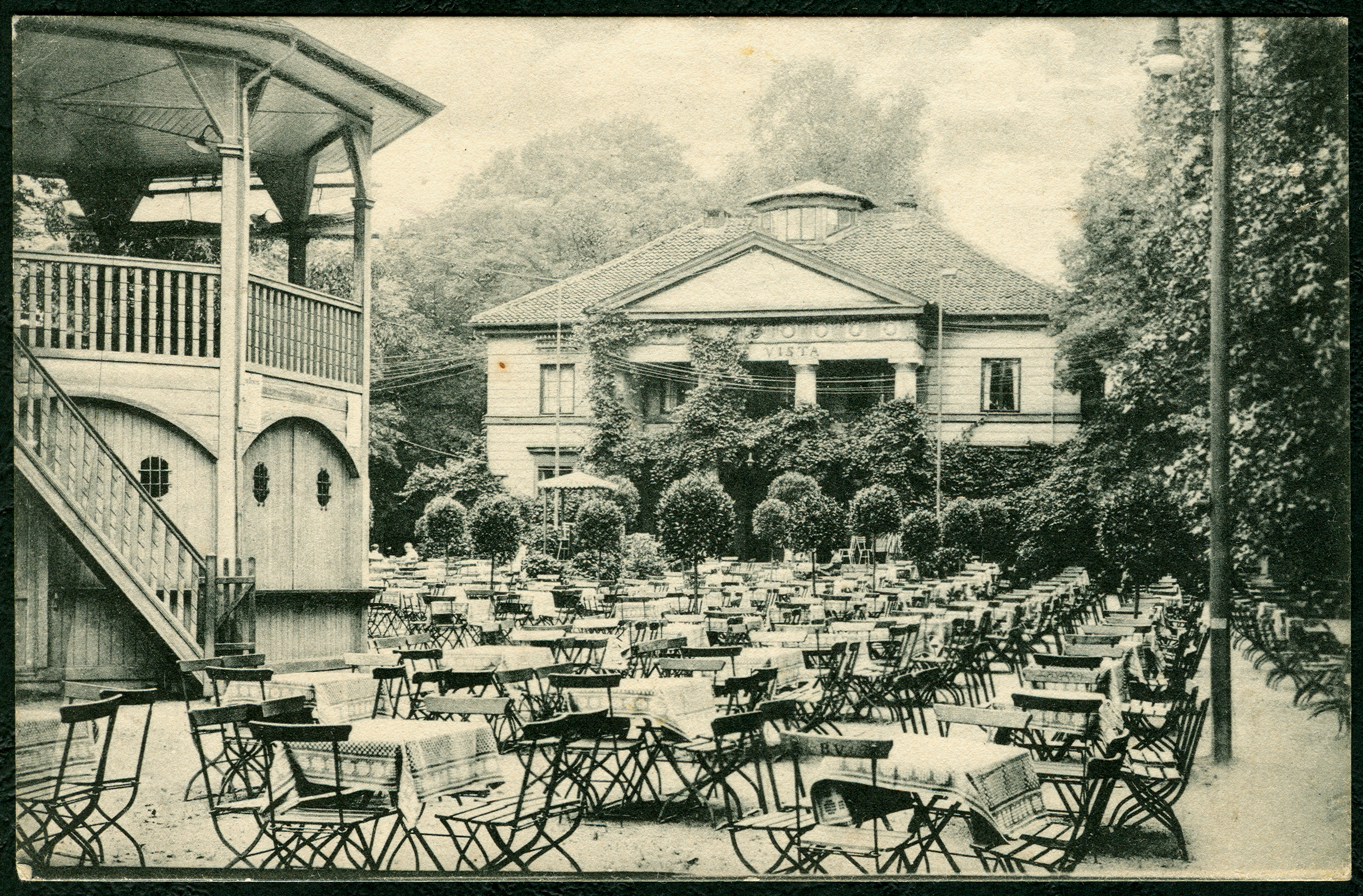
Früher stand auf dem Gelände das Etablissement Bella Vista;
Ansichtskarte 1168 von Karl F. Wunder um 1910

Die Errichtung des Schulgebäudes in den 1950er Jahren gründete auf Frankipfählen.
Die Schule verfügt über ein weitläufiges Schulgelände. Sie liegt in der Calenberger Neustadt zwischen dem Nordufer des Maschsees und dem Schützenplatz Hannover. Teile des Schulgebäudes, das ehemalige Ratsgymnasium, wurden 1990 vom Niedersächsischen Landesamt für Denkmalpflege aufgrund ihrer geschichtlichen Bedeutung sowie ihrer beispielhaften Ausprägung des Gebäudetypus als Einzeldenkmal in das Verzeichnis der Baudenkmale aufgenommen. Als Architekten werden Werner Dierschke und Annemarie Bätjer-Kiene genannt. Die Denkmalausweisung bezieht sich auf die gesamte historische Gebäudegruppe mit Ausnahme der nachträglichen Anbauten.
2006 wurde die Schule zum Teil mit öffentlicher Unterstützung um eine neue Bibliothek, eine Schüler-Kantine und einige Unterrichtsräume erweitert. 2013 wurden das neue Oberstufenzentrum und eine zweite Sporthalle in Betrieb genommen. Vier naturwissenschaftliche Fachräume, Computerlabore, spezielle Funktionsräume für Musik, Kunst und Theater, sowie eine große Aula ergänzen das Angebot.